# Epiactis
Genre
Epiactis est un genre d'anémones de mer de la famille des Actiniidae.

## Liste des espèces
- Epiactis adeliana Carlgren et Stephenson, 1929
- Epiactis arctica (Verrill, 1868)
- Epiactis australiensis Carlgren, 1950
- Epiactis brucei Carlgren, 1939
- Epiactis fecunda (Verrill, 1899)
- Epiactis fernaldi Fautin et Chia, 1986
- Epiactis georgiana Carlgren, 1927
- Epiactis incerta Carlgren, 1921
- Epiactis irregularis Carlgren, 1951
- Epiactis laevisi Carlgren, 1940
- Epiactis lisbethae Fautin et Chia, 1986
- Epiactis marsupialis Carlgren, 1901
- Epiactis mortenseni Carlgren, 1924
- Epiactis neozealandica Stephenson, 1918
- Epiactis nordmanni Carlgren, 1921
- Epiactis prolifera Verrill, 1869
- Epiactis ritteri Torrey, 1902
- Epiactis thompsoni (Coughtrey, 1875)
- Epiactis vincentina Carlgren, 1939